# Лопуше (гміна Дорогичин)
Лопуше (пол. Łopusze) — село в Польщі, у гміні Дорогичин Сім'ятицького повіту Підляського воєводства. Населення — 92 особи (2011).

## Демографія
Демографічна структура станом на 31 березня 2011 року:
|          | Загалом | Допрацездатний вік | Працездатний вік | Постпрацездатний вік |
| -------- | ------- | ------------------ | ---------------- | -------------------- |
| Чоловіки | 44      | 8                  | 28               | 8                    |
| Жінки    | 48      | 10                 | 25               | 13                   |
| Разом    | 92      | 18                 | 53               | 21                   |